# 노릴스크
노릴스크(러시아어: Норильск)는 크라스노야르스크 지방 타이미르 자치구에 위치한 세계 최북단의 도시이다.(인구수 10만 기준) 크라스노야르스크 지방의 직할시이다. 중앙시베리아고원의 북서부, 타이미르반도의 남쪽에 위치하고 예니세이 강에서 동쪽으로 90km지점에 위치하고 있다. 인구는 12만9,800명(2004년)이다. 인구가 10만명을 넘는 도시로, 유일하게 세계에서 가장 최북단에 위치한다(북위 69도 22부, 동경 88도 06부).
니켈광산이 있는 것 외에도, 동이나 코발트 등 여러 가지의 금속을 생산된다. 노릴스크의 콤비나트(combinat)는 세계 팔라듐의 35%, 백금의 25%, 니켈의 20%, 로듐의 20%, 코발트의 10%를 생산하고 있다. 또, 러시아 연방에서 생산되는 니켈의 96%, 코발트의 95%, 동의 55%가 노릴스크의 콤비나트(combinat)에서 생산되고 있다.
자동차도로나 철도로 예니세이 강 하류의 두딘카하고도 연결되어 있다.
고등교육 기관으로는 노릴스크 공업 대학, 노릴스크 경제 대학이 있다. 극장이나 박물관이 있다.
노릴스크에는 정교회성당과 세계에서 가장 북쪽에 있는 모스크인 누르드카말(러시아어: Нурд-Камаль)이 위치해 있다.

## 인구
| 연도                | 인구    | ±%      |
| ------------------- | ------- | ------- |
| 1939                | 13,886  | —       |
| 1959                | 109,442 | +688.1% |
| 1970                | 135,487 | +23.8%  |
| 1979                | 180,358 | +33.1%  |
| 1989                | 174,673 | −3.2%   |
| 2002                | 134,832 | −22.8%  |
| 2010                | 175,365 | +30.1%  |
| 2021                | 174,453 | −0.5%   |
| Source: Census data |         |         |

## 기후
- 연간 평균 기온　-9.8도
- 1월의 평균 기온　-25.0도
- 7월의 평균 기온　+13.6도
- 기록상의 최저 기온　-57도
- 기록상의 최고기온　+32도

| Norilsk의 기후 | Norilsk의 기후 | Norilsk의 기후 | Norilsk의 기후 | Norilsk의 기후 | Norilsk의 기후 | Norilsk의 기후 | Norilsk의 기후 | Norilsk의 기후 | Norilsk의 기후 | Norilsk의 기후 | Norilsk의 기후 | Norilsk의 기후 | Norilsk의 기후 |
| 월 | 1월            | 2월            | 3월            | 4월            | 5월            | 6월            | 7월            | 8월            | 9월            | 10월           | 11월           | 12월           | 연간           |
| --- | -------------- | -------------- | -------------- | -------------- | -------------- | -------------- | -------------- | -------------- | -------------- | -------------- | -------------- | -------------- | -------------- |
| 역대 최고 기온 °C (°F) | −3.0 (26.6)    | −2.0 (28.4)    | 7.4 (45.3)     | 10.5 (50.9)    | 22.8 (73.0)    | 30.4 (86.7)    | 32.0 (89.6)    | 28.7 (83.7)    | 18.6 (65.5)    | 9.6 (49.3)     | 3.1 (37.6)     | −1.0 (30.2)    | 32.0 (89.6)    |
| 일평균 최고 기온 °C (°F) | −23.6 (−10.5)  | −23.9 (−11.0)  | −18.4 (−1.1)   | −10.0 (14.0)   | −1.7 (28.9)    | 10.4 (50.7)    | 18.2 (64.8)    | 15.0 (59.0)    | 6.9 (44.4)     | −6.7 (19.9)    | −16.9 (1.6)    | −21.6 (−6.9)   | −6.2 (20.8)    |
| 일일 평균 기온 °C (°F) | −26.9 (−16.4)  | −27.2 (−17.0)  | −21.9 (−7.4)   | −13.9 (7.0)    | −4.8 (23.4)    | 7.0 (44.6)     | 14.3 (57.7)    | 11.4 (52.5)    | 4.0 (39.2)     | −9.5 (14.9)    | −20.2 (−4.4)   | −25.1 (−13.2)  | −9.6 (14.7)    |
| 일평균 최저 기온 °C (°F) | −30.7 (−23.3)  | −31.0 (−23.8)  | −26.4 (−15.5)  | −18.5 (−1.3)   | −8.4 (16.9)    | 3.2 (37.8)     | 10.0 (50.0)    | 7.6 (45.7)     | 1.2 (34.2)     | −12.5 (9.5)    | −23.9 (−11.0)  | −28.9 (−20.0)  | −13.4 (7.9)    |
| 역대 최저 기온 °C (°F) | −53.1 (−63.6)  | −52.0 (−61.6)  | −46.1 (−51.0)  | −38.7 (−37.7)  | −26.8 (−16.2)  | −9.8 (14.4)    | 0.4 (32.7)     | −1.0 (30.2)    | −14.0 (6.8)    | −36.0 (−32.8)  | −43.1 (−45.6)  | −63.0 (−81.4)  | −63.0 (−81.4)  |
| 평균 강수량 mm (인치) | 17.6 (0.69)    | 16.1 (0.63)    | 28.4 (1.12)    | 21.1 (0.83)    | 24.0 (0.94)    | 34.4 (1.35)    | 32.4 (1.28)    | 52.2 (2.06)    | 26.0 (1.02)    | 35.9 (1.41)    | 30.8 (1.21)    | 22.1 (0.87)    | 341 (13.41)    |
| 출처 1: Weatherbase, except for the July record high |                |                |                |                |                |                |                |                |                |                |                |                |                |
| 출처 2: July record high: Official website of Norilsk. В Норильске самый жаркий июль за всю историю метеонаблюдений (러시아어); The Siberian Times. Norilsk breaks records for Arctic heat in a new sign of changing weather patterns |                |                |                |                |                |                |                |                |                |                |                |                |                |

## 역사
1935년에는 강제 노동에 의해서, 광업 콤비나트의 건설이 개시되었는데 1939년 3월에 공장 가동을 시작했다. 1953년에 도시로 등록될 때까지 초기의 주민은 오로지 강제 노동을 위한 죄수이며, 죄수의 수는 1950년대초에는 약 7만명에 이르렀다. 세계 광물 시장에서 엄청난 비율을 차지하는데, 그 중에서 니켈은 세계 니켈 생산량의 20%에 달한다고 한다. 이 외에도 구리, 다이아몬드, 백금, 코발트, 팔라듐, 기타 중금속 등을 생산한다. 또한, 엄청난 수의 관련 중공업 시설이 존재한다.
이곳은 냉전 시절에 소련 중공업의 상징으로 불렸으나, 1970년대부터 환경 문제가 대두되었다. 인구 10만 명 중반 규모의 도시 중에서 제일 환경 오염도가 심각한 도시 중 하나이며, 대기는 황산화물에 의해 심하게 오염된 상태이다. 하지만, 이럼에도 불구하고 고용·소득·교육·복지의 수준이 상당히 높기에 인구수는 줄어들지 않고 있으며, 도시 규모는 날로 커지고 있다.

## 자매 도시
- 러시아 미누신스크

## 같이 보기
- 식민지

## 참고 자료
1. ↑  “Мусульмане на крайнем севере”. 2011년 8월 24일에 원본 문서에서 보존된 문서. 2012년 3월 13일에 확인함.